# Селла, Витторио
Витто́рио Селла́ (итал. Vittorio Sella; 28 августа 1859 года, Биелла, Пьемонт, Италия — 12 августа 1943 года, Биелла, Пьемонт, Италия) — итальянский альпинист и фотограф. Витторио Селла совершил несколько примечательных восхождений в Альпах и за их пределами, включая первые зимние восхождения на вершины Маттерхорн и Монте-Роза, первый зимний траверс Монблана, первое восхождение на гору Святого Ильи на Аляске и первое восхождение на третью по высоте вершину Африки гору Стэнли. Также Селла получил широкую известность как горный фотограф и считается одним из самых лучших специалистов в этой области в истории.

## Биография
Витторио Селла родился 28 августа 1859 года в городе Биелла в Италии в семье промышленника Джузеппе Венанцио Селлы и Клементины Моска Риатель. Помимо бизнеса, отец Витторио занимался химией и фотографией, и в 1856 году стал автором первого итальянского учебного пособия по технике фотографии Plico del fotografo, ovvero l’arte pratica e teorica di disegnare uomini e cose su vetro, carta, metallo, ecc. col mezzo della luce. После смерти Джузеппе в 1876 году его лаборатория перешла к Витторио, где он продолжил ставить эксперименты в области химии и фотографии.
В 1882 году Витторио Селла женился, супругу звали Линда. У Витторио и Линды было четверо детей.
Несмотря на то, что основными занятиями Селлы был альпинизм и фотография, он продолжал заниматься бизнесом. В 1886 году он стал сооснователем банка «Gaudenzio Sella & C.». В 1902 вместе с родным братом Эрминио и кузеном Эдгаро Моска основал винодельню «Sella & Mosca».
Супруга Селлы умерла 22 ноября 1942 года. Менее чем через год, 12 августа 1943 года, Витторио Селла умер в Биелле в возрасте 84 лет.

## Альпинистская карьера
После военной службы и более чем десяти лет в семейном бизнесе, Витторио Селла начал заниматься альпинизмом. В альпинизм его привёл брат отца Квинтино Селла, который был не только государственным деятелем и финансистом, но также альпинистом и основателем Итальянского Альпийского клуба в 1863 году.
Витторио Селла стоял у истоков зимнего альпинизма в Альпах, который в те годы только зарождался. 18 марта 1882 года он совершил первое зимнее восхождение на Маттерхорн в сопровождении горных гидов Жан-Аантуана, Жан-Батиста и Луи Каррелей по гребню Лион. 26 января 1884 году вместе с горными гидами Даниэлем и Йозефом Макинья, после двух ночёвок на ледниках, они совершили первое зимнее восхождение на вершину Монте-Роза. В 1888 году он совершил первый зимний траверс Монблана.

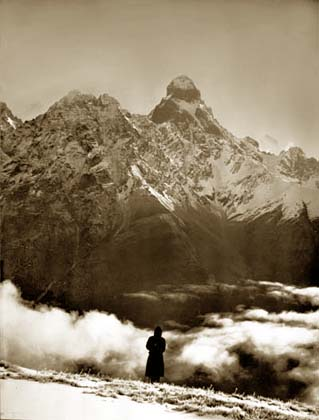
Ушба

После Альп интерес Селлы распространился и на другие континенты. В 1889, 1890 и 1896 годах Витторио Селла организовал три экспедиции на Центральный Кавказ в район Сванетии в Грузии. В 1897 году Селла принял участие в экспедиции Луиджи Амедео, герцога Абруццкого, на Аляску. 31 июля 1897 года их группа совершила первое восхождение на гору Святого Ильи.
В сентябре 1899 года Витторио Селла и британский альпинист Дуглас Уильям Фрешфильд организовали экспедицию в Сикким вокруг третьей по высоте вершине мира Канченджанги, которая заняла 7 недель. Они не ставили себе целью взойти на вершину, так как считали, что это не под силу их экспедиции ввиду высокой технической сложности восхождения. Однако, Дуглас и его команда стали первыми европейцами, кто смог обогнуть вершину по кругу, проложив путь для дальнейших исследователей. Также они первыми исследовали знаменитую западную стену Канченджанги, возвышающуюся над одноимённым ледником, и неизведанную ранее область между вершиной и Тибетом. В 1903 году Дуглас Фрешфильд изложил подробности экспедиции в своей книге Round Kangchenjunga: a narrative of mountain travel and exploration.
В 1906 году Луиджи Амедео организовал экспедицию в горный район Рувензори в Уганде. Несколько английских экспедиций, начиная с путешествия сэра Генри Стэнли в 1890 году, уже пытались достичь вершин массива, но неудачно. Команде Луиджи Амедео, куда, помимо Селлы, вошли также полярный исследователь Умберто Каньи и горный гид Джузеппе Петигакс, удалось совершить первые восхождения на шестнадцать вершин массива, включая третью по высоте вершину Африки гору Стэнли. Луиджи назвал эту безымянную прежде вершину пиком Маргариты в честь королевы Италии Маргариты Савойской.

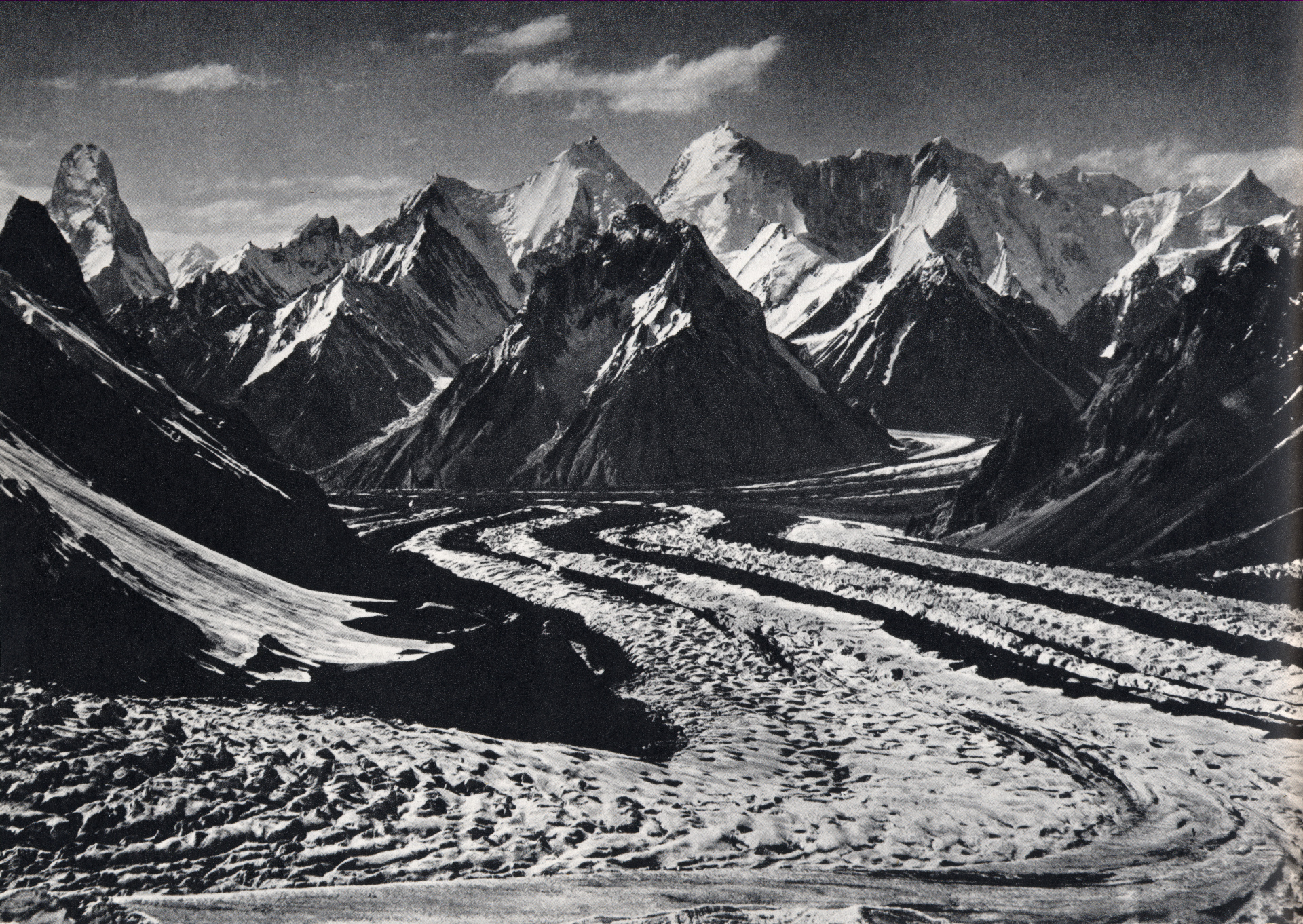
Ледник Балторо и Музтаг-Тауэр (слева)

В 1909 году герцог снарядил экспедицию на вторую по высоте вершину мира К2, в которой также участвовал и Селла в качестве фотографа. Это уже была вторая попытка восхождения на К2 (первая была предпринята в 1902 году Оскаром Эккенштейном), но также закончилась неудачно. После К2 экспедиция переместилась на Чоголизу, вершину высотой 7665 метров, находящуюся в непосредственной близости от К2. Несмотря на то, что попытка взойти на вершину также не увенчалась успехом (группа вынуждена была повернуть назад из-за сильного тумана), достигнутая экспедицией высота (7498 метров) стала рекордной для своего времени. Рекорд продержался 13 лет, до 1922 года, когда Джордж Мэллори превзошёл его в своей первой попытке восхождения на Эверест.
Селла продолжал ходить на восхождения до старости, и свою последнюю попытку восхождения предпринял на Маттерхорн в 1935 году в возрасте 76 лет. Восхождение не удалось, так как один из сопровождавших его гидов пострадал в результате несчастного случая.

## Карьера фотографа

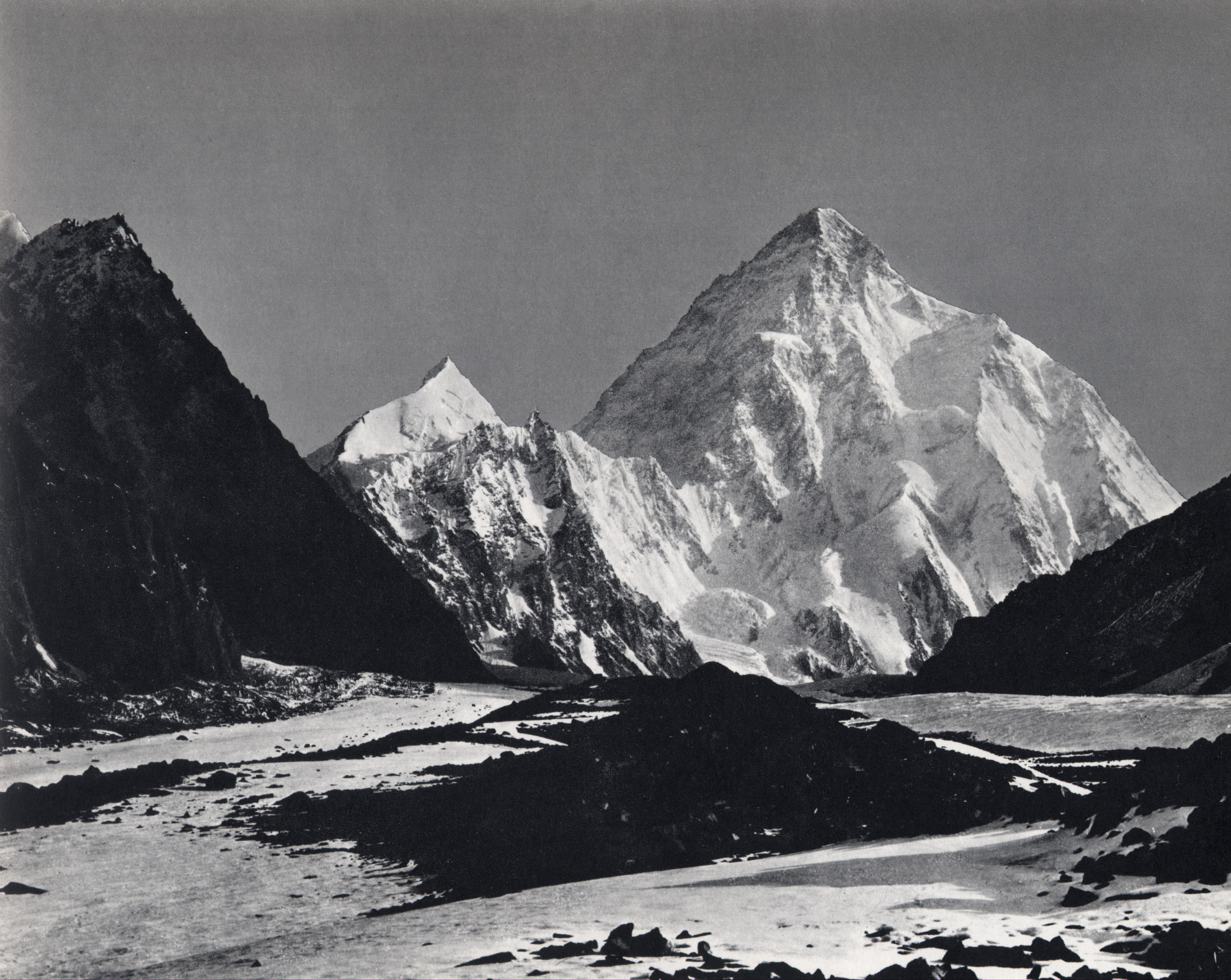
К2. Фотография, сделанная Витторио Селла во время экспедиции 1909 года

Ещё в юности Селла начал увлекаться фотографией, продолжив дело отца. От него ему в наследство досталась фотолаборатория, а также камера для съёмки на фотопластинки формата 30×40 сантиметров, с которой он сделал первые снимки Альп в 1879 году с вершины Мон-Марс. С тех пор Селла стал совмещать занятия альпинизмом и фотографию, став одним из лучших фотографов в этой области.
5 ноября 1884 года Селла стал почётным членом фотографического общества в Турине. В 1887 году фотографии Селлы были отмечены медалью первого класса на первой международной Итальянской фотографической выставке. В последующие годы Селла неоднократно получал высочайшее признание и награды на выставках не только в Италии, но и в других крупных европейских городах. Последний раз Селла выставлял свои фотографии за три года до смерти, в 1940 году, на Седьмой Альпийской фотографической выставке в Турине.
Пик славы Селлы пришёлся на экспедицию Луиджи Амедео на К2 в Каракорум. В экспедиции Селла выполнял роль штатного фотографа. Материалы и фотографии, которые были привезены из экспедиции, ещё долгое время были источником изучения и вдохновения для многих альпинистов, собиравшихся покорить неприступную гору.
Особую ценность работам Селлы придавало также то, что многие из тех мест, которые он снимал, никогда не были запечатлены прежде. Сравнивая работы Селлы с более поздними фотографиями, можно отследить изменения (как, например, изменились ледники Рувензори).
В 1925 году, во время путешествия в Марокко, Селла сделал последние фотографии, которые сейчас доступны широкой общественности.

## Награды и память
В течение жизни Селла неоднократно получал высшие награды и признание на международных выставках в Италии, Швейцарии, Франции, России и других европейских странах. В 1890 году, за материалы и фотографии, которые он собрал в кавказских экспедициях в 1889 и 1890 годах, Селла был награждён премией Мерчисона от Королевского Географического общества в Лондоне. 2 января 1901 года Селле был дарован титул офицера ордена Короны Италии, а 28 июня того же года русский царь Николай II наградил его орденом Святой Анны. Селла является почётным членом множества альпийских и фотографических обществ не только в Европе, но и по всему миру.
Именем Селлы названы несколько географических объектов. На Аляске его имя носит перевал между ледниками Сьюард и Маласпина. Экспедиция Луиджи Амедео проходила по этому перевалу 5 июля 1897 года в процессе восхождения на гору Святого Ильи. Имя Селлы носит одна из вершин высотой около 4600 метров в горном массиве Рувензори, на которую он поднялся 4 июля 1906 года вместе с двумя другими участниками экспедиции.
В настоящее время большая часть оригинальных работ и фотопластинок Селлы находится в Италии, в фонде Sella Foundation, расположенном в его родном городе. Sella Foundation не только хранит материалы, но и активно участвует в организации выставок в Италии и по всему миру. Также фонд является ценным ресурсом для историков, писателей, фотографов и альпинистов.